# 戴倫·艾洛諾夫斯基
戴倫·艾洛諾夫斯基（英語：Darren Aronofsky，1969年2月12日—）是一位美國電影導演與編劇，出生在紐約布魯克林。戴倫·艾洛諾夫斯基也是第三位獲得威尼斯影展金獅獎的美國導演。

## 生平

### 早年
艾洛諾夫斯基出生於紐約布魯克林區，雙親為亞伯拉罕與夏綠蒂·艾洛諾夫斯基，他們都是學校教師。他從小生長在一個保守的猶太人家庭。他的父親是布什克高中的校長，教授科學；而他的母親則是一位退休的公立學校教師。
他畢業於愛德華默羅高中，並曾經參加學校野外考察，前往肯亞的牧場與阿拉斯加州的威廉王子灣來研究生物。
在高中畢業之後，艾洛諾夫斯基遊歷中東和歐洲6個月的時間，並於1987年進入哈佛大學學習人類學、電影和動畫的拍攝。他的畢業電影《掃描超市》（Supermarket Sweep），由他的同學和朋友西恩·格萊特（Sean Gullette）所主演。這部影片在1991年的學生電影學院獎進入決賽。他在1991年以優異成績從哈佛大學畢業。他從美國電影學院音樂教室獲得藝術創作碩士並榮獲該研究所著名的富蘭克林沙夫納獎章。

### 導演生涯
艾洛諾夫斯基在1998年執導首部電影《π》，這是一部黑白的美國心理恐怖片。他以此片贏得1998年的聖丹斯電影節最佳導演獎，獨立精神獎最佳處女劇本獎與瓦拉多利德國際影展（Valladolid International Film Festival）首獎。艾洛諾夫斯基的下一部電影是劇情片《噩夢輓歌》（2000年），它是根據小休伯特·塞爾比（Hubert Selby, Jr.）所創作的同名小說所改編，艾洛諾夫斯基也參與劇本的改編。這部電影描寫各種人物面臨不同形式的誘惑，導致他們被限制在一個妄想的夢幻世界，並受到折磨。
在2006年，他執導電影《真愛永恆》（The Fountain），故事包括3個不同的場景，分別以男性與女性為主角的故事情節：一個現代科學家與他罹患癌症的妻子，一個征服者及他的王后，以及一位失去愛情的時間旅行者。故事情節使用循環性的視覺影響，呈現出愛情和死亡的主題。《真愛永恆》也讓艾洛諾夫斯基首度入圍威尼斯影展金獅獎。
他所執導的下一部影片是《力挽狂瀾》（The Wrestler），劇情描述一位年老且貧困的摔跤手，他的全盛時期是在1980年代，即使他的健康不佳，他仍然繼續上場比賽因為摔跤是他唯一知道如何去完成的事情。羅伯特·D·西格爾（Robert D. Siegel）編寫據本，而電影明星米基·洛克與瑪麗莎·托梅分別飾演摔跤手及他所愛的舞女。《力挽狂瀾》獲得許多獎項，包括威尼斯影展金獅獎與倫敦影評人協會最佳影片獎。
艾洛諾夫斯基執導的最新作品《黑天鵝》（Black Swan）在2010年威尼斯影展上首映 ，這是一部由娜塔莉·波特曼主演的芭蕾舞心理驚悚片。《黑天鵝》也入圍該屆威尼斯影展金獅獎，雖然最終並未獲得任何獎項。
艾洛諾夫斯基目前正在進行電影諾亞方舟的計畫，這是他從開始執導電影《π》之前就進行的構想，他並與阿里·韓德爾共同編寫劇本。艾洛諾夫斯基也正在進行一部根據2006年2月發生在英國湯布里奇（Tonbridge）的搶劫案改編而成的電影。一些謠言在2010年指出，艾洛諾夫斯基可能執導的電影包括由美國作家朗恩‧雷許（Ron Rash）的作品《薩琳娜》（Serena）所改編的電影（並由安潔莉娜·裘莉所主演）、一部由約翰·瓦利恩特的非小說《老虎：一個生存與復仇的真實故事》（The Tiger: A True Story of Vengeance and Survival）的電影（由布萊德·彼特主演）與一部有關賈桂琳·甘迺迪在她的丈夫美國總統約翰·甘迺迪被暗殺之後的電影，並由妮坦莉寶曼所主演。
艾洛諾夫斯基從2008到2010年之間被認為將會執導新的《機器戰警》電影。曾經有傳言指出這部電影製作時程延誤的原因，這部電影不是他目前進行的計劃是因為他在製片公司的堅持下拒絕讓電影被製作三維電影。根據2010年7月下旬的報導指出米高梅已經取消這項計畫，而艾洛諾夫斯基自己也對它失去了興趣。

### 私生活
艾洛諾夫斯基2010年尾已經與拍拖九年的英國女演員瑞秋·懷茲女友分手。女方曾憑藉《疑雲殺機》的演出而獲得奧斯卡最佳女配角獎與其他主要電影獎項。他們在2001年開始交往，並育有一個兒子亨利（2006年5月31日出生於紐約市）。於2016年10月傳出和著名演員珍妮佛·勞倫斯交往，但最終同樣分手。

## 荣誉
2011年9月，他担任第68届威尼斯电影节主竞赛单元评委会主席。

## 作品
| 年度 | 電影             | 導演 | 製片 | 編劇 | 其他 | 備註                     |
| ---- | ---------------- | ---- | ---- | ---- | ---- | ------------------------ |
| 1998 | Π                | 是   | 是   | 是   | 是   |                          |
| 2000 | 迷上癮           | 是   |      | 是   | 是   | Visitor（未掛名客串）    |
| 2002 | 鬼潛艇           |      | 是   | 是   |      |                          |
| 2006 | 真愛永恆         | 是   |      | 是   |      |                          |
| 2008 | 力挽狂瀾         | 是   | 是   |      |      |                          |
| 2010 | 黑天鹅           | 是   |      |      |      |                          |
| 2010 | 燃燒鬥魂         |      | 是   |      |      | 執行製片人               |
| 2014 | 挪亞：滅世啟示   | 是   | 是   | 是   |      |                          |
| 2015 | 誘禍危機         |      | 是   |      |      | 執行製片人               |
| 2016 | 第一夫人的秘密   |      | 是   |      |      |                          |
| 2017 | 空難餘波         |      | 是   |      |      |                          |
| 2017 | 母親！           | 是   | 是   | 是   |      |                          |
| 2022 | 我的鯨魚老爸     | 是   | 是   |      |      |                          |
| 2023 | 来自地球的明信片 | 是   | 是   | 是   |      | 威尼斯人酒店球體館4D電影 |
| 2025 | 偷天盜日         | 是   | 是   |      |      |                          |

## 獎項提名
- 2010年：《黑天鵝》
  - 提名—奧斯卡最佳導演獎
  - 提名—金球獎最佳導演
  - 提名—英國電影學院獎最佳導演
  - 提名—土星獎最佳導演
  - 提名—凱撒獎最佳外語片

## 外部連結
- 戴倫·艾洛諾夫斯基在互联网电影资料库（IMDb）上的資料（英文）
- Darren Aronofsky's official website